# X線マイクロトモグラフィ

X線マイクロトモグラフィで画像化した錠剤の内部

X線マイクロトモグラフィ（えっくすせんまいくろともぐらふぃ）は、X線を利用して物体を走査してコンピュータを用いて処理することで、試料内の微細な構造を画像化するコンピュータ断層撮影装置。

## 概要
一般的なX線CTスキャナの解像度は数百μm～1mm程度であるが、これを高分解能化（数μmもしくはそれ以下）したものを特にマイクロトモグラフィと呼ぶ。構造上、空間分解能を高めようとすれば試料の大きさは制限される。投影型マイクロトモグラフィと結像型マイクロトモグラフィがあり、それぞれ一長一短があるので用途に応じて使用される。
放射光を利用する事で高輝度で指向性の高い単色X線の利用が可能になり、解像度が向上した。
解像度を向上するためには、
- X線の波長を揃えて単色にする
- X線を平行にする
- 試料の回転ステージの軸ぶれを減らす

等の手法が採用される。

## 構造
従来のX線CTスキャナと撮像原理は同じで準平行単色のX線を精密回転ステージ上に置いた試料に照射して回転ステージが回転することで試料はX線を全方位から受け、照射されたX線は試料を通過時に一部吸収されて減衰後、線源の反対側に位置するフラットパネルディテクター等の検出装置に到達してX線の強度の分布をAD変換器でデジタル値に変換されて記録され、その後、コンピュータでフーリエ変換により画像が再構成される。かつてフーリエ変換は専用のハードウェアを使用して処理していた時期もあったが、近年では汎用のPCでソフトウェアで処理される。

### 投影型マイクロトモグラフィ
スペックルノイズを低減するために線源と試料間にビームディフューザーが設置されている。視野は1mmから数十mmまで可変であるが、空間分解能1μmの条件で測定する場合、試料の大きさは、直径1mm以下に制限される。通常のCT測定では、試料が180度回転する間に0.1度毎に1800枚の透過像が撮影される。

### 結像型マイクロトモグラフィ
投影型とは異なり、コンデンサプレート(condenser plate, CP)でX線を収束して焦点の試料を照射してフレネルゾーンプレート(Fresnel zone plate, FZP)で検出器に投影する。コンデンサの開口数は、対物の半分となるよう設計されている。投影型マイクロトモグラフィよりも試料の大きさは1/10くらいに制限されるが解像度は高い。

## 課題
X線結像顕微鏡像の空間分解能に対するCT像の空間分解能の低下は、試料の回転ステージの軸ぶれ精度が大きく影響していると考えられる。

## 用途
非破壊検査、医学、生物学、材料科学、冶金学、半導体工学、岩石学、考古学等、多岐にわたる。考古学的な用途としてはエン・ゲディ文書の読み取りにも使用された。